# Funtor pleno
En la teoría de categorías, un funtor pleno es un funtor que es sobreyectivo cuando está restringido a cada conjunto de morfismos con un dominio (fuente) y un codominio (blanco) dados. Es decir un funtor F de una categoría C a una categoría D es pleno si, para cada par de objetos X y Y en C y cada morfismo h con la fuente FX y el blanco FY en D, existe un f de X a Y tal que F(f) = h en D.

Un funtor {\displaystyle T:{\mathcal {C}}\to {\mathcal {D}}} es pleno si la función flecha de T es sobreyectiva para cada par de objetos en {\displaystyle {\mathcal {C}}}. 
Esto es, para cada par de objetos {\displaystyle C_{1},C_{2}\in \operatorname {Ob} ({\mathcal {C}})}, 
la "función flecha" {\displaystyle T_{(C_{1},C_{2})}} de T:
{\displaystyle T_{(C_{1},C_{2})}:\operatorname {hom_{\mathcal {C}}} (C_{1},C_{2})\to \operatorname {hom_{\mathcal {D}}} (T(C_{1}),T(C_{2}))}
dada por {\displaystyle T_{(C_{1},C_{2})}(f)=T(f)} es una sobreyección.
- Datos: Q33059348